# Remo seco

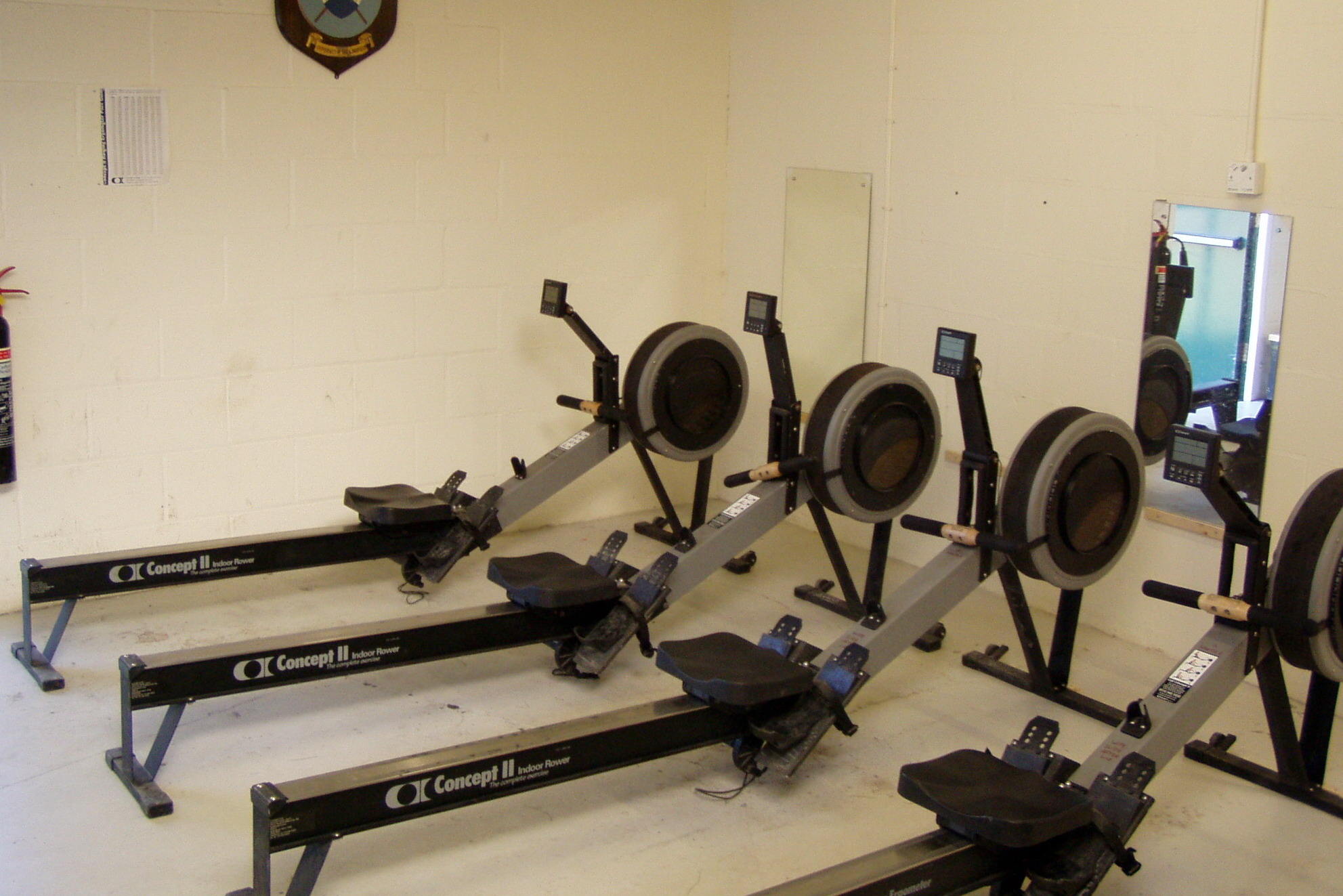

O remo seco é um exercício que emula a prática do remo tradicional, com a grande vantagem de poder ser realizado em diversos lugares e no qual o praticante não precisa de barco e nem faz contato com água de baías ou lagoas, locais onde se pratica o remo tradicional.
Antigamente se confundia a máquina de remar com  a prática de exercícios, mas atualmente se convencionou que remo seco é um exercício e até mesmo um esporte, com diversas competições em vários países do mundo onde recebe o nome de remo indoor ou indoor rowing.
As máquinas de remar são aparelhos que emulam a atividade de remar. 
O remo seco é um dos exercícios mais completos para a prática de atividade física sendo altamente recomendável para o emagrecimento, melhoria da condição cardiovascular e para melhoria geral da condição física.
O remo seco é praticado atualmente em diversos países do mundo, tais como Estados Unidos, Espanha, Itália, Alemanha, Suécia, Taiwan e Brasil.